# Smash the House
Smash the House est un label discographique belge de musique électronique, basé à Willebroeck, en Région flamande. Il est fondé par le groupe belge Dimitri Vegas & Like Mike.

## Histoire
Créé en 2011, le label accueille de nombreux artistes de la scène electro house : Ummet Ozcan, le duo Bassjackers ou encore twoloud y ont ainsi signé à plusieurs reprises. Appartenant à Spinnin' Records jusqu'en 2014, le label fait désormais partie du groupe Armada Music.

## Smash the House Festival
Smash the House Festival, présenté comme « le plus grand festival EDM de Curaçao », est créé en janvier 2014.